# やまがたシティエフエム
やまがたシティエフエム株式会社は、山形県山形市の一部地域を放送対象地域として超短波放送（FM放送）をしていた特定地上基幹放送事業者である。
Vigo FM（ヴィーゴ・エフエム）の愛称でコミュニティ放送をしていた。

## 概要
2002年（平成14年）、山形市で2局目のコミュニティ放送局として開局した。これにより、東北地方では政令指定都市である仙台市以外で唯一の複数コミュニティ放送局が存立する市となった。
愛称のVigoは「力・元気・活力・生き生きしていること」を意味するラテン語。
「元気の出る放送局であり続け、リスナーの皆様とともに元気な山形をつくるお手伝いしていきたい」との思いからきている。
エフエム山形に勤めていた青柳等は、より地域との距離が近いコミュニティ放送局を開局しようと2001年（平成13年）に退社。山形市での開局を図り有志と共に2002年7月にやまがたシティエフエムを設立、10月に開局した。
出資比率により当初から青柳等が、また時期によって異なるがその他の数人がマスメディア集中排除原則にいう支配関係

にあった。
本社と演奏所（スタジオ）は山形市中桜田の青春通りにあった。
送信所は、当初、出資者でもあった中桜田のサンセットスタジオにあり、放送局（現・特定地上基幹放送局）の呼出符号はJOZZ2AT-FM、呼出名称はやまがたシティエフエム、周波数78.8MHz、空中線電力20Wで放送区域は山形市の一部地域。
2003年（平成15年）に城南町のJR山形駅西口霞城セントラル屋上に移転した。
月曜0 - 5時及び火 - 金曜の3 - 5時は放送を休止していた。
フリーペーパー「ウェルネス新聞」配布、オンラインショップ「Vigo FM山形商店」と多角経営を行い、2006年（平成18年）には、楽天市場での山形商店の「訳あり」果物の格安販売が地域貢献したと評価され楽天市場2005ショップ・オブ・ザ・イヤーの審査員特別賞を受賞した。
2016年（平成28年）7月21日に放送を停止、翌22日に事業を停止して山形地方裁判所に破産手続開始の申立てをした。特定地上基幹放送局は廃止届が受理され廃局となった。
東日本大震災後、広告収入が減少し売上げ減少に歯止めがかからず資金繰りに行き詰まり事業継続を断念したもので負債額は約8千万円。
8月23日に破産手続開始の決定を受けた。
翌2017年（平成29年）に破産手続は廃止された。

## 沿革
- 2002年（平成14年）
  - 6月28日 - やまがたシティエフエム設立準備室が放送局の予備免許を取得[1]
  - 7月 - やまがたシティエフエム株式会社設立
  - 10月18日 - 放送局の免許を取得[8][12]
  - 10月21日 - 開局[12]
- 2003年（平成15年）
  - 5月 - 送信所を中桜田から城南町に移転
- 2006年（平成18年）
  - 1月17日 - 楽天市場2005ショップ・オブ・ザ・イヤー審査員特別賞受賞決定[9]
- 2011年（平成23年）
  - 3月31日 - 自社番組以外の放送時間帯のエフエムインターウェーブ（現・InterFM）のサイマル放送を終了
- 2016年（平成28年）
  - 7月21日 - 放送終了
  - 7月22日 - 事業を停止し破産手続開始を申立て、特定地上基幹放送局は廃止[13]
  - 8月23日 - 破産手続開始の決定[14]
- 2017年（平成29年）
  - 8月14日 - 破産手続廃止[15]
  - 10月18日 - 清算結了により登記閉鎖[16]、法人格消滅

## 主な番組
- Vigorus Mornin'（月曜 - 木曜 7:30 - ）
- SOUND RISSOT（月曜 - 木曜 17:00 - ）
- Vigo Sunlight Cafe（金曜）
  - モンテディオ山形、パイオニアレッドウィングス、アマチュアスポーツ情報
- Friday Music Alley（金曜）
- Weekend Vigo Town（土曜）